# Wilhelm Bechler
Wilhelm Bechler (* 23. November 1924 in Füssen; † 19. Juli 2010 ebenda) war ein deutscher Eishockeytorwart.

## Spielerkarriere
Wilhelm Bechler spielte von 1948 bis 1961 in der Eishockeymannschaft des EV Füssen auf der Position als Torhüter und war Teil der Meistermannschaft von 1949, 1953 bis 1959 und von 1961.
In der Nationalmannschaft kam er zu einem Einsatz.